# 糙耳孔蜈蚣
糙耳孔蜈蚣（学名：Otostigmus scaber）为蜈蚣科耳孔蜈蚣屬下的一个种。

## 扩展阅读
- 維基物種上的相關：糙耳孔蜈蚣